# 白克力·马木提
白克力·马木提（1950年—），维吾尔族，中华人民共和国政治人物、第十一届全国政协委员。
担任中国伊斯兰教协会委员、新疆维吾尔自治区伊斯兰教协会委员。2008年，当选第十一届全国政协委员，代表宗教界，分入第五十一组。